# Rivoltella
La rivoltella, nota anche come pistola a tamburo (in inglese revolver) è un tipo di arma da fuoco a ripetizione manuale semplice,  caratterizzata da un caricatore a tamburo girevole. Dal particolare movimento del tamburo (a rotazione) deriva il verbo revolvere, che in lingua latina significa girare o rivoltare, usato prima dai francesi e poi dagli anglofoni.

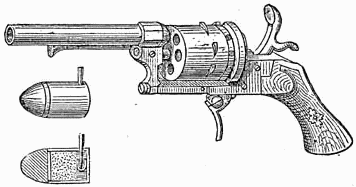
Disegno di rivoltella del XIX secolo, sistema Lefaucheux. Cartucce con innesco a spillo.

Nata come evoluzione della rivoltina, è una pistola con tamburo contenente un numero limitato di colpi (tra cinque e dieci),  che a ogni semi-rotazione presenta alla canna una cartuccia alla volta. Inizialmente questi erano ad avancarica, ma dal 1857 circa, sono diventati a retrocarica, seguendo lo sviluppo delle nuove cartucce.

## Storia

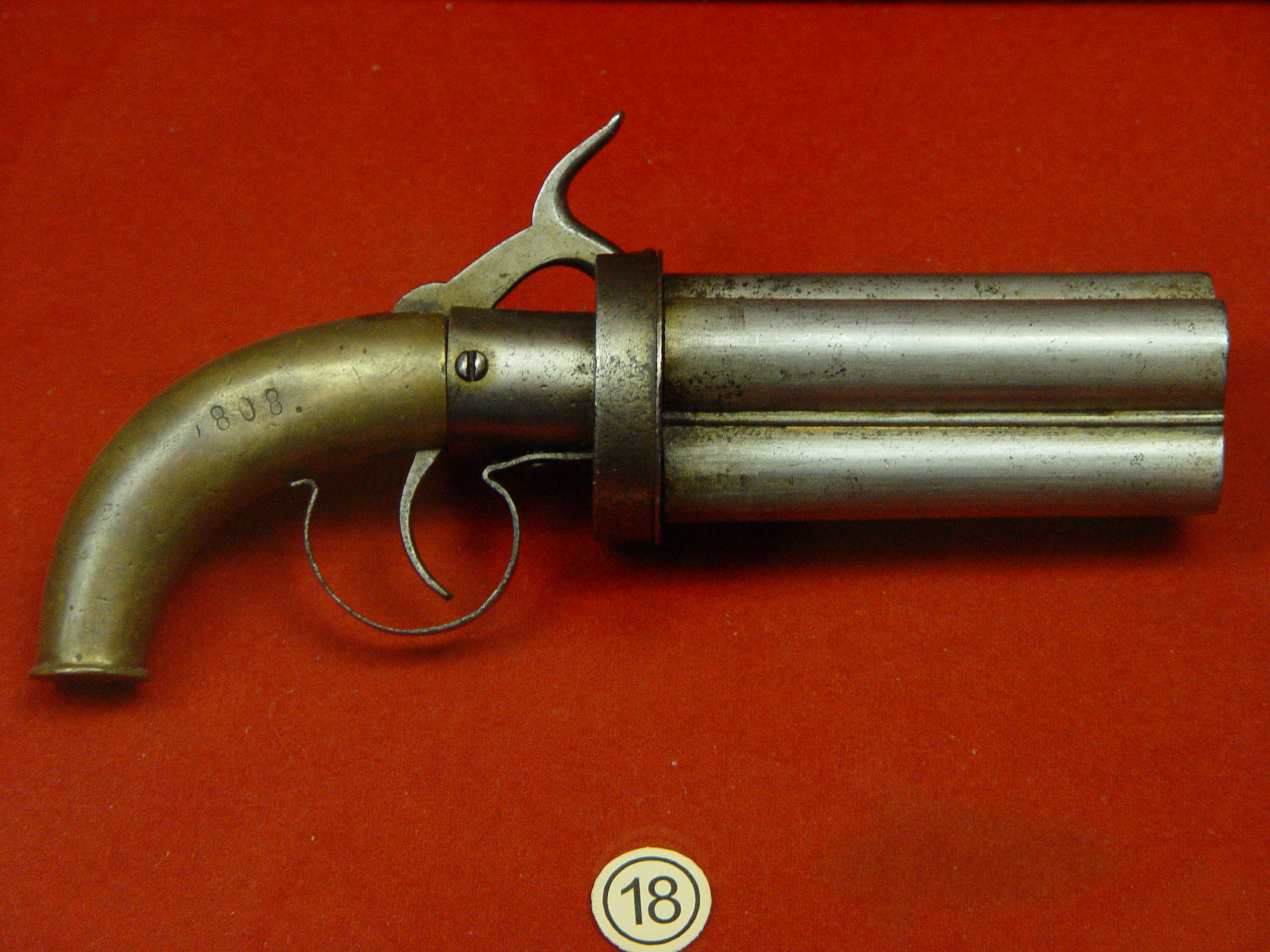
Rivoltina o pepperbox (1808)

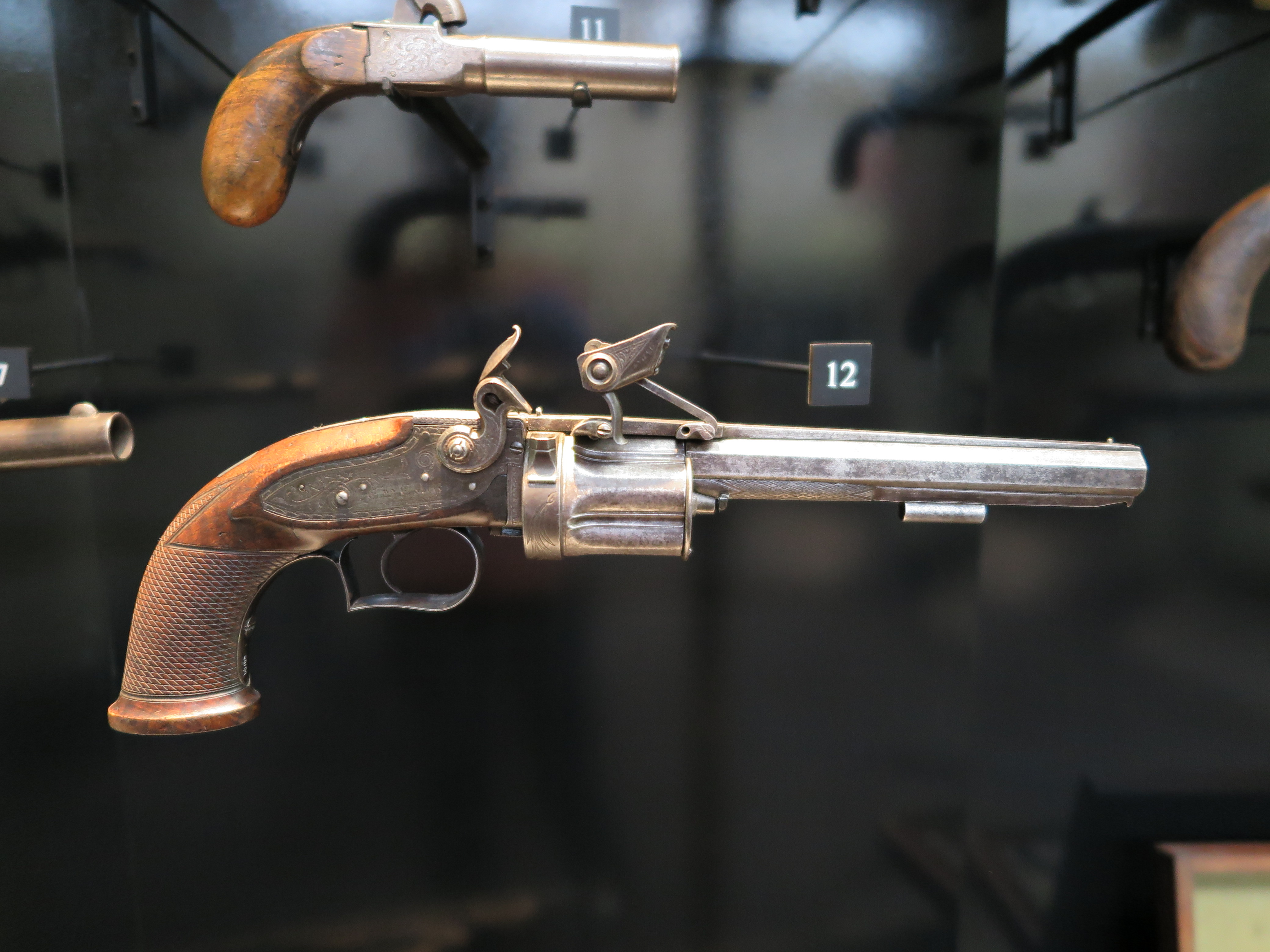
Revolver a tamburo di Collier, a pietra focaia (1818)

Nel 1818, l'ingegnere Elisha H. Collier sviluppò e brevettò in Inghilterra un modello di pistola a tamburo a monocanna, con già la forma della rivoltella attuale, ma di scarsa praticità per il tipo di accensione delle cariche di lancio, che era ancora a pietra focaia, e per il fatto che la rotazione del tamburo doveva avvenire manualmente, colpo su colpo. In quegli stessi anni vennero sviluppate le prime capsule a percussione, che entrarono in uso più comune negli anni trenta, sulle prime pistole cosiddette a percussione, ma sempre ad avancarica.
Nel 1833 a Gadoni in Sardegna, Francesco Antonio Broccu, fabbro artigiano dal multiforme ingegno, progetta e costruisce anche una rivoltella a tamburo, molto simile a quelle che saranno prodotte anni dopo da Samuel Colt (non vi sono comunque prove di alcun contatto fra Colt e Broccu). Per questa sua invenzione ricevette vari riconoscimenti ed un premio di 300 franchi, da parte del re Carlo Alberto. Ma purtroppo Broccu non brevettò mai le sue invenzioni, inclusa questa pistola, e nessun costruttore italiano o europeo approfittò mai dell'idea, pur senza brevetto.

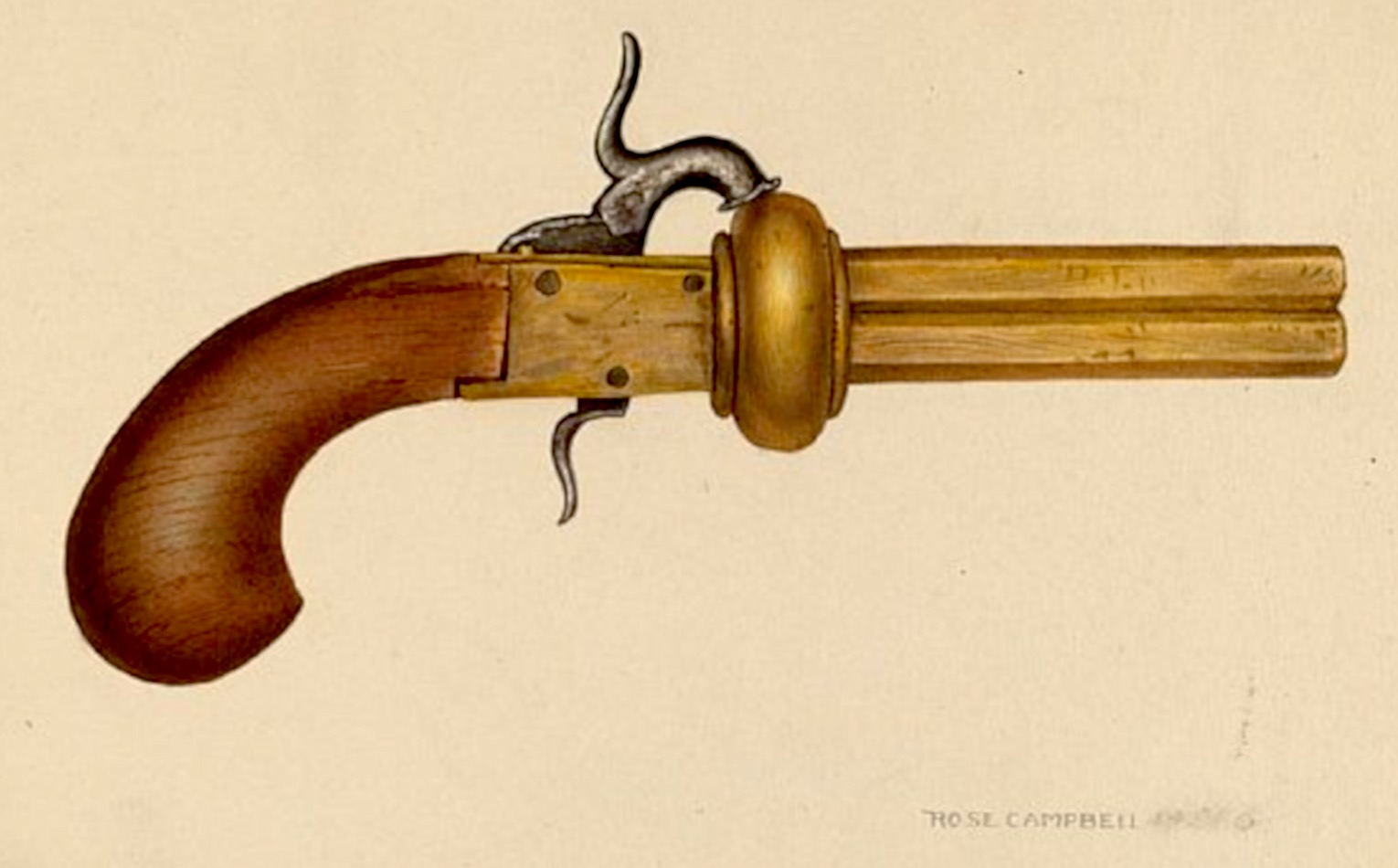
Darling pepperbox

Nel 1836, i fratelli Darling brevettarono negli Stati Uniti un modello di pepperbox a rotazione non-manuale, come invece funzionavano i revolver fino ad allora. Questa aveva (come le altre prima) un fascio di canne lunghe disposte in modo da formare una struttura cilindrica ruotante simile ad un tamburo, ma anche una meccanica di rotazione detta "automatica". Le rivoltine furono comunque prodotte per altri decenni, nonostante la scarsa praticità di pesi ed ingombri (specialmente nei calibri maggiori), seguendo anche i cambiamenti delle varie cartucce per pistole a retrocarica, che non tardarono ad arrivare.

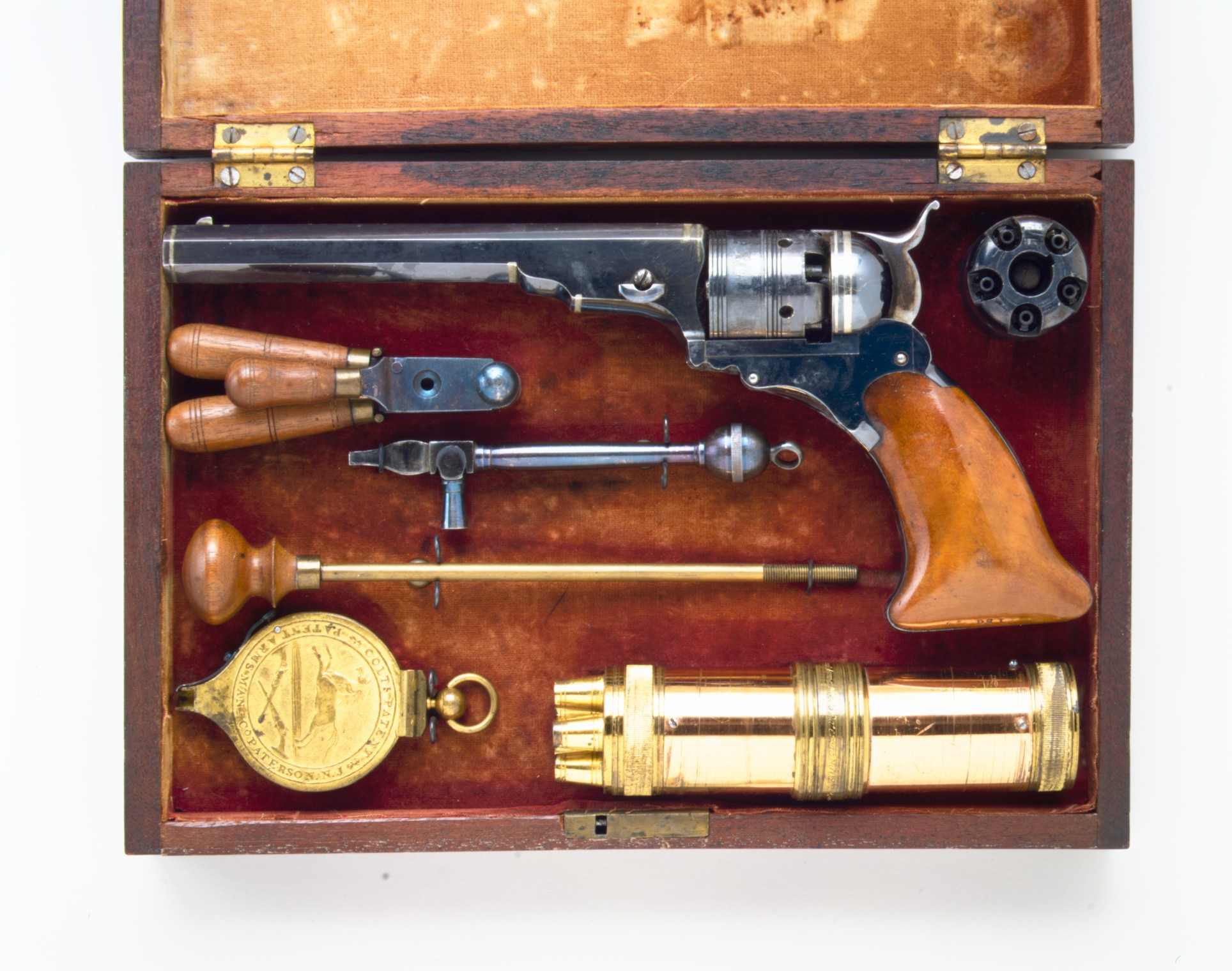
Colt Paterson 1838

Alla fine, l'idea di combinare le migliori caratteristiche del revolver di Collier (il tamburo) con le capsule a percussione delle rivoltine più moderne, fu presa e sviluppata in modo concreto da Samuel Colt, che nel 1836 (oltre a cercare di fondare la sua Company ) ottenne il brevetto per iniziare la produzione di un proprio revolver, il modello Paterson del 1836, nel quale l'accensione delle cariche di lancio avveniva tramite i luminelli e le capsule, come nella stessa pistola di Francesco A. Broccu del 1833.

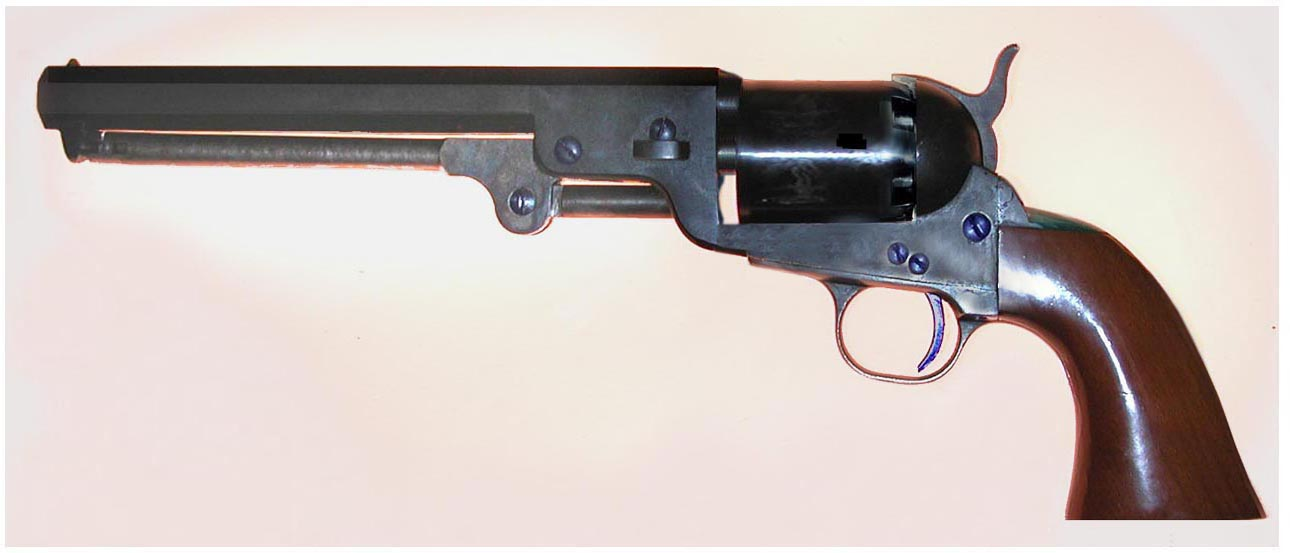
La Colt Navy del 1851 calibro .36, arma ad avancarica del tamburo (sulla cui parte posteriore si trovano i luminelli)

Il Paterson fu il primo vero revolver monocanna affidabile e a esso seguirono tanti altri modelli di grande successo e popolarità, come ad esempio il modello Navy del 1850, anche se erano ancora tutte pistole ad avancarica del tamburo. Con l'invenzione e lo sviluppo delle cartucce a spillo (1836), delle cartucce a percussione anulare (1850), per finire con quelle a percussione centrale (1857), si svilupparono le varie rivoltelle a retrocarica.
Altro modello prodotto dalla Colt, fu il Dragoon, che sparava sei colpi in calibro .44, e prodotta con lievi modifiche fino al 1861. Nel 1858, Joseph Rider applica il meccanismo della Colt, nel revolver Remington Rider, creando probabilmente la prima rivoltella a doppia azione prodotta negli USA.

## La tecnica e la meccanica

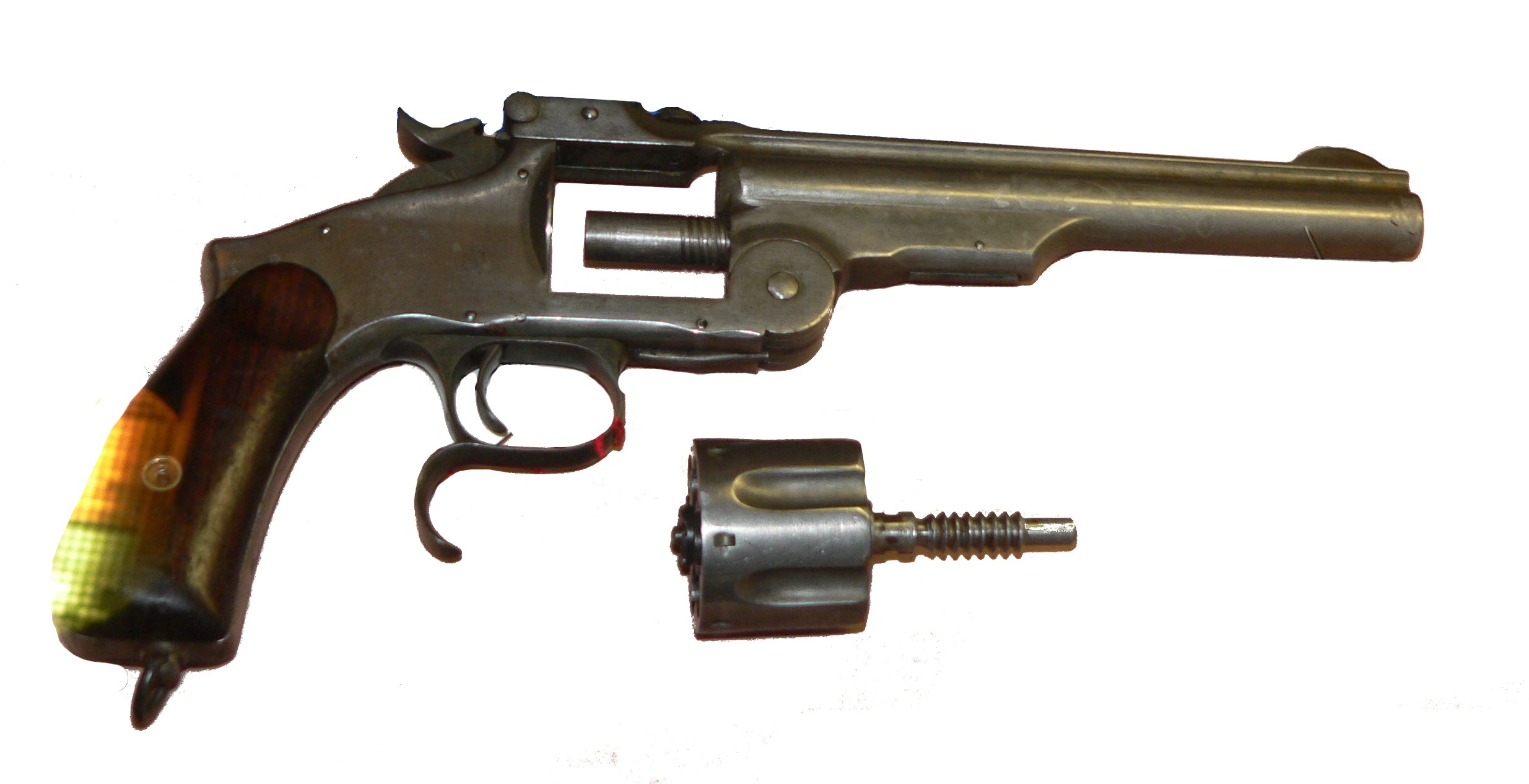
S&W Model 3 in .44 Russian (1870)

Fino all'aprile del 1869, la Smith & Wesson detenne il brevetto della retrocarica, che le consentiva l'esclusiva nella fabbricazione di revolver con tamburo forato da parte a parte, e quindi dell'uso di cartucce caricate dal retro. E dal 1854 (anno del primo brevetto) fino al 1875, produsse varie revolver a retrocarica, di vari calibri. Notevole fu anche il modello 1870, che aveva un estrattore a stella (brevettato) per scaricare tutti i bossoli del tamburo in un gesto solo, venne prodotto fino a 1915. 

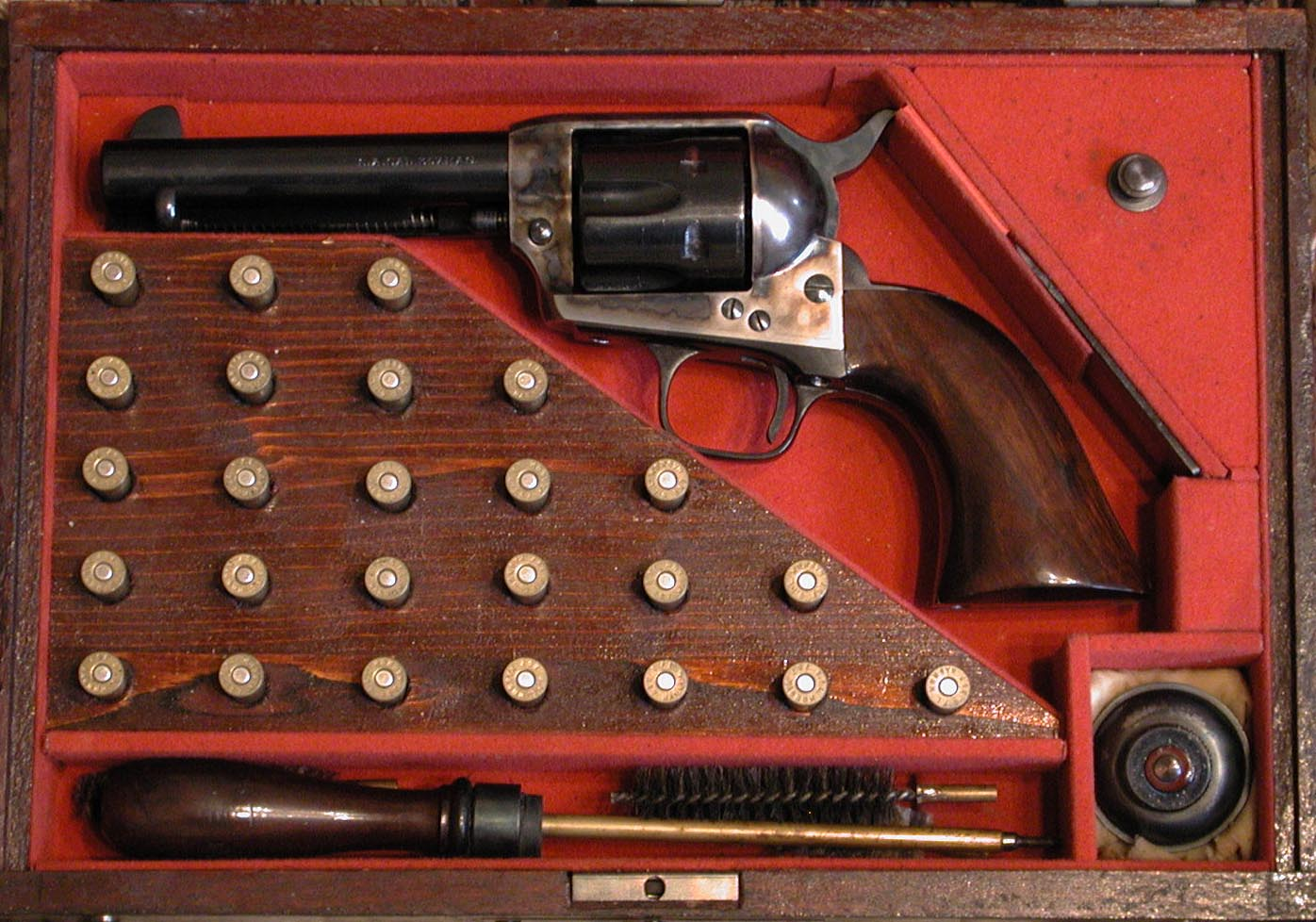
Il celebre Colt Single Action Army del 1873 in astuccio con accessori e cartucce calibro .357 Magnum

Nel 1873, la Colt presentò il suo primo revolver a retrocarica veramente pratico nell'uso, il Single Action Army, che venne prodotto ininterrottamente fino al 1941 (68 anni), in vari calibri tra cui il più longevo .45 Colt.
In queste prime rivoltelle, dopo lo sparo, si doveva riarmare il cane manualmente, facendo così ruotare il tamburo sino alla posizione di sparo della cartuccia successiva (armi "a singola azione") e l'azione, ricaricava la molla di scatto del cane stesso.
Furono costruiti modelli con tamburi rotanti sia in senso orario che antiorario, e già verso la metà del Ottocento, esistevano revolver a "doppia azione", nei quali il grilletto svolgeva la doppia funzione di armare il cane, nella prima parte della sua corsa, e di rilasciarlo nel breve tratto restante (ad esempio, molte pepperbox o i modelli di Robert Adams). Ma solo con i progressi tecnologici, furono prodotte armi "a doppia azione" veramente affidabili.
Il minimo e ineliminabile spazio fra l'invito della canna (in realtà col perfezionamento delle tecniche produttive la larghezza dell'invito fu molto ridotta, preferendosi lavorare sulla precisione di allineamento delle camere di cartuccia) e la parte anteriore del tamburo causava, e causa tuttora in tutti i revolver, una certa fuoriuscita dei gas in espansione e perciò una leggera caduta della pressione di spinta. Questo tuttavia non pregiudica in misura significativa il funzionamento.
Oltre alle versioni a rotazione manuale in azione singola o doppia, sono esistiti ed esistono ancora dei modelli di rivoltelle semiautomatiche, come la moderna Mateba Autorevolver o la più antica Webley-Fosbery, che usano la spinta del rinculo per ricaricare/riarmare il meccanismo di azione. Queste però sono poco diffuse, in quanto non presentano caratteristiche nettamente superiori alle rivoltelle né alle pistole semiautomatiche, avendo più gli svantaggi che non.

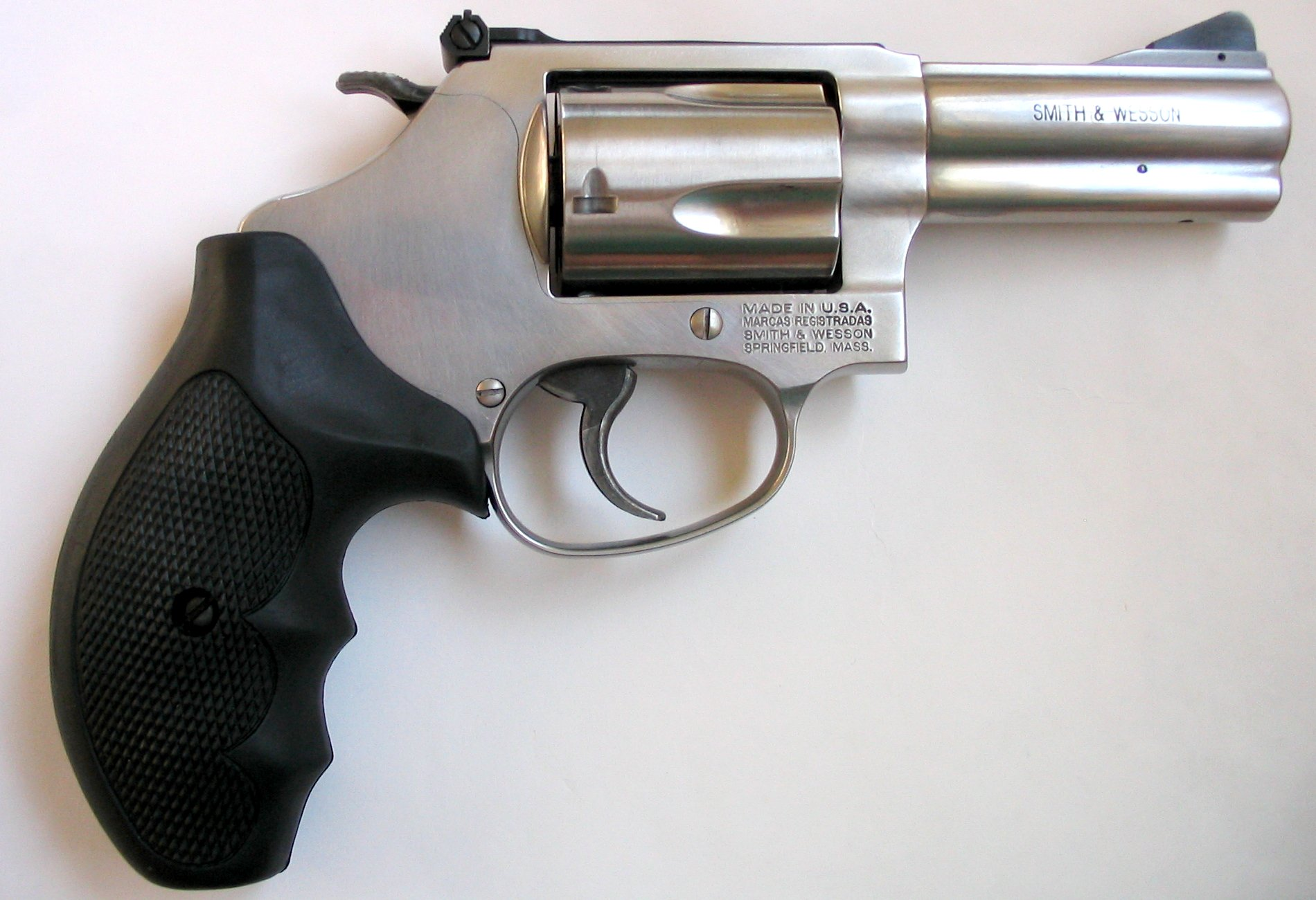
Una Smith & Wesson modello 60. Le guancette del calcio sono ergonomiche ed in gomma dura per offrire una migliore impugnabilità.

Con l'esperienza realizzata sul campo dalle centinaia di migliaia di tiratori  e grazie anche al massiccio ricorso a questo tipo di arma portatile, leggera e di pronto impiego, che ebbe luogo nel «Far West », la Colt applicò metodologie industriali alla produzione di pezzi più precisi, più affidabili e, innovativamente, collaudati uno ad uno. Sul finire del XIX secolp fu perfezionato il meccanismo di doppia azione, già menzionato, con il quale è possibile sparare mediante la sola pressione sul grilletto, senza dover armare il cane con il pollice ad ogni colpo: ciò consente lo sparo di più colpi al secondo, in dipendenza della velocità del dito del tiratore. Una volta consolidata la produzione intorno a modelli di provata affidabilità, vennero messi in commercio anche modelli con optional, fra i quali grande apprezzamento riscossero le guance del calcio decorate (in avorio, madreperla, argento o con fregi ed istoriazioni su legno pregiato). Alcune pistole vennero ricoperte da bagnatura d'argento o (ma furono davvero pochissimi esemplari) d'oro. Da un punto di vista tecnico, si implementò l'accessoristica funzionale nel senso, ad esempio, di realizzare ausili di estrazione che, una volta aperto il tamburo, facilitassero la rimozione dei bossoli e si diede grande attenzione all'ergonomia, adeguando grilletti, ponticelli, cani, calci ed in genere ogni elemento della rivoltella alle misure biologicamente considerate standard per la media dell'utenza.
Nel 1901 viene immessa sul mercato del tiro a segno, anche un modello particolare di rivoltella automatica (probabilmente la prima), la "auto-armante" Webley-Fosbery Self-Cocking Automatic, in grado di sfruttare le forze del rinculo per la ricarica; benché il colonnello Fosbery avesse brevettato il sistema già nel 1895, usando un prototipo modificato di una Colt SAA

## Aspetti caratteristici

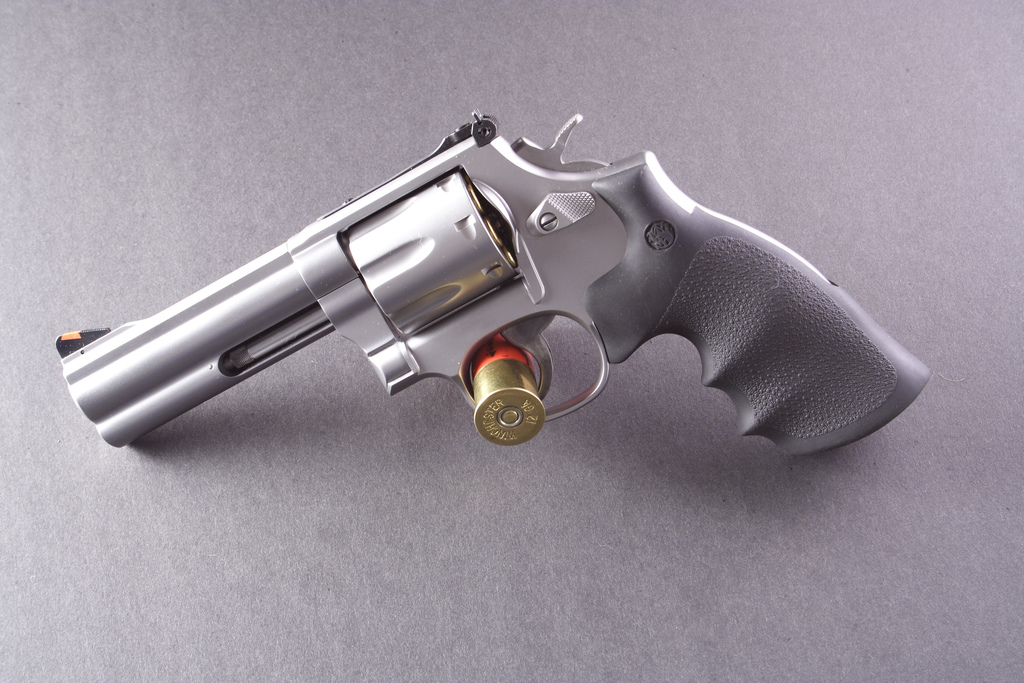
Una S&W 686 in calibro 357 magnum

Nel tempo, i modelli di rivoltella si sono moltiplicati, distinguendosi tecnicamente per:

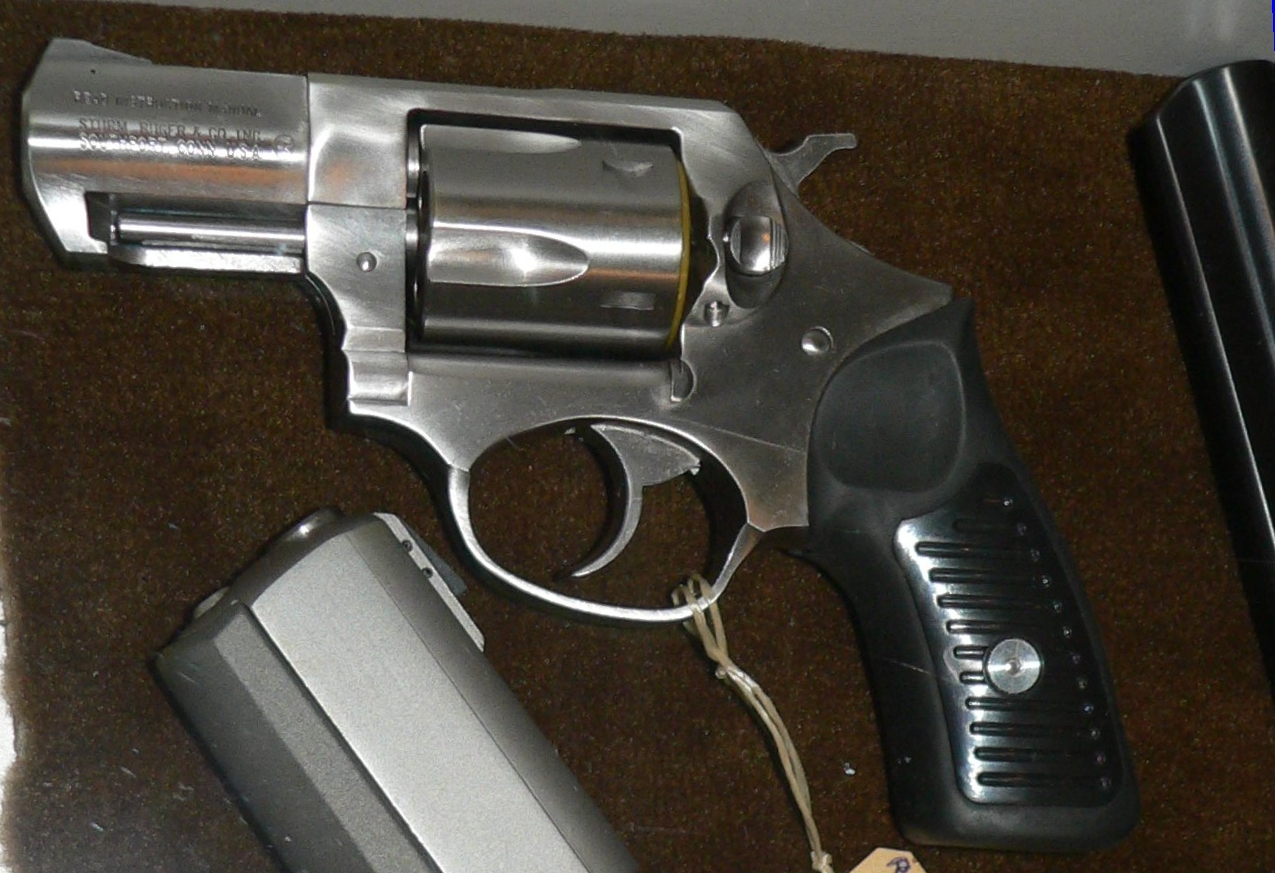
Una Ruger SP101

- calibro: dal sottile e leggero .22, adatto al tiro di precisione, al .44 Magnum, reso noto da certa letteratura popolare, e ad altri assai potenti (come il .454 Casull oppure il 500 Smith & Wesson Magnum), i calibri usati sono numerosissimi; dal .38 Special, le cui caratteristiche (nelle versioni potenziate +P) sono alquanto affini a quelle del calibro 9 mm Parabellum delle pistole semiautomatiche, e che infatti è in uso anche presso alcune forze di polizia;
- tamburi: i modelli più diffusi contengono da sei a otto cartucce, ma vi sono anche armi particolari più o meno capienti;
- canna: dalla canna di ridotte dimensioni nei modelli definiti snub nose (come nei modelli Smith & Wesson bodyguard), capace di consentire occultamenti dell'arma, sino alle pistole anche da mezzo metro anche nella lunghezza delle medesime.
- azione: i modelli a sola "singola azione", sono caratterizzati dalla maggior robustezza e dal loro minor costo, mentre per i soggetti con esigenza di maggior celerità  di fuoco vi sono quelli a "doppia azione".

## Criticità

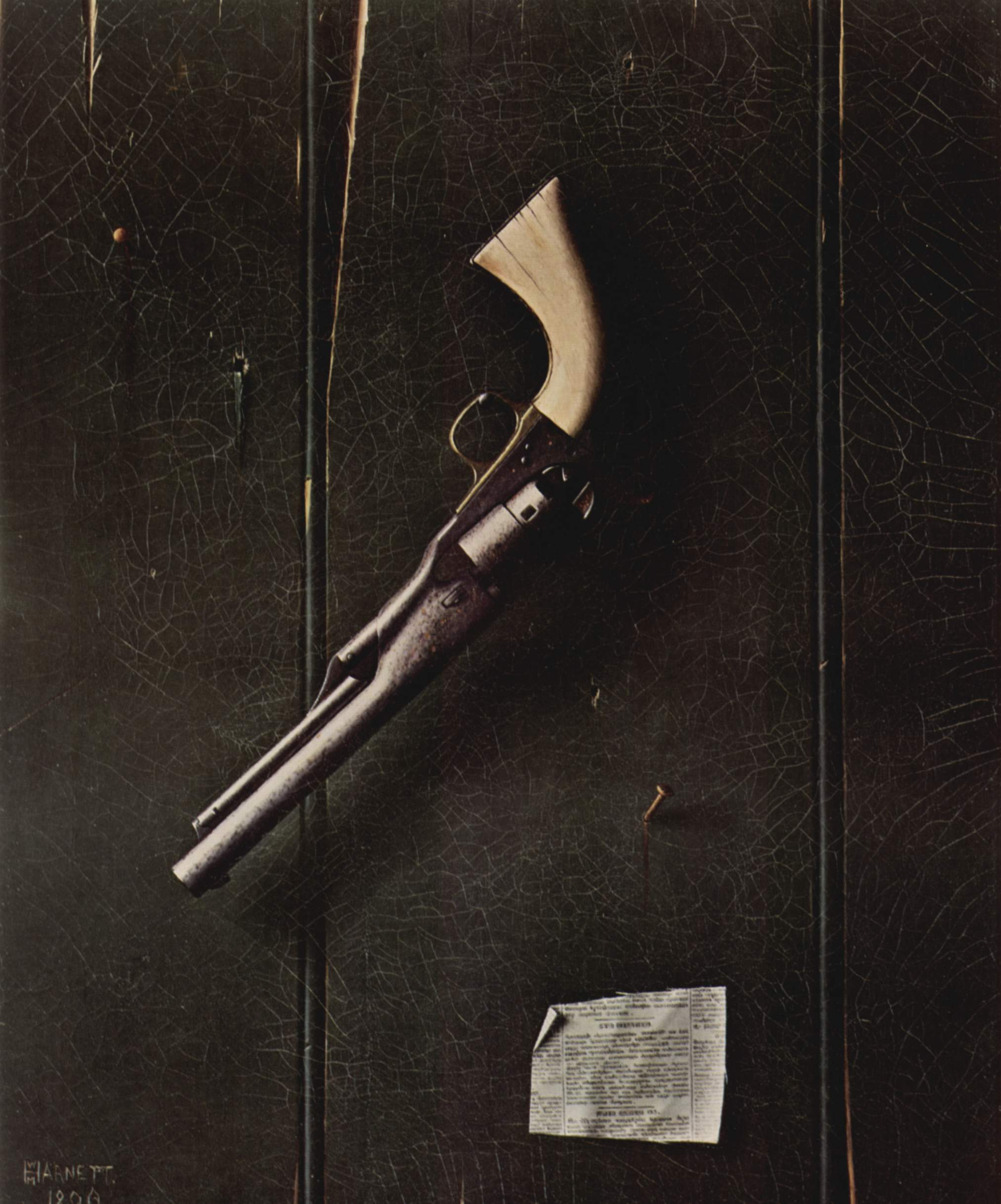
The Faithful Colt (la fedele Colt - Army mod. 1860, in calibro .44, ad avancarica del tamburo), in un notissimo dipinto di W. M. Harnett, come immagine pubblicitaria del 1890 (una delle prime in assoluto).

Le prime rivoltelle a retrocarica venivano alimentate dal retro del tamburo, attraverso uno sportellino situato in genere sul lato destro del castello, che apriva il varco alle cartucce. Dallo stesso punto, l'arma veniva scaricata dei bossoli esplosi: il tamburo girava in senso orario e il bossolo vuoto si trovava appunto sulla destra; un pistoncino situato sotto alla canna, leggermente disassato, permetteva di spingere via il bossolo vuoto, una volta aperto lo sportellino, e questa operazione richiedeva un certo tempo. Per ovviare a questo problema, il maggiore di cavalleria George W. Schofield progettò per la Smith & Wesson un'arma a castello basculante (in inglese top-break). Il vantaggio di tale sistema era che, all'apertura, i bossoli venivano espulsi automaticamente e l'arma era già pronta per accogliere le nuove cartucce, semplificando molto il caricamento, soprattutto nel caso di un soldato in sella. In questo caso, la tacca di mira fungeva da gancio per tenere chiusa l'arma.
Per queste tipologie di rivoltelle, i problemi venivano dalle rotture dei fermi di chiusura o comunque dalla mancata ritenzione del blocco, nel suo complesso, che poteva causare pericolose aperture della pistola durante lo sparo, con conseguente controlancio del bossolo contro il tiratore e/o di altri pezzi eventualmente sganciatisi dalla rottura. Successivamente il sistema divenne più affidabile e rimase in produzione per le pistole d'ordinanza britanniche Webley in calibro .38 e .455, fino a tutta la seconda guerra mondiale.

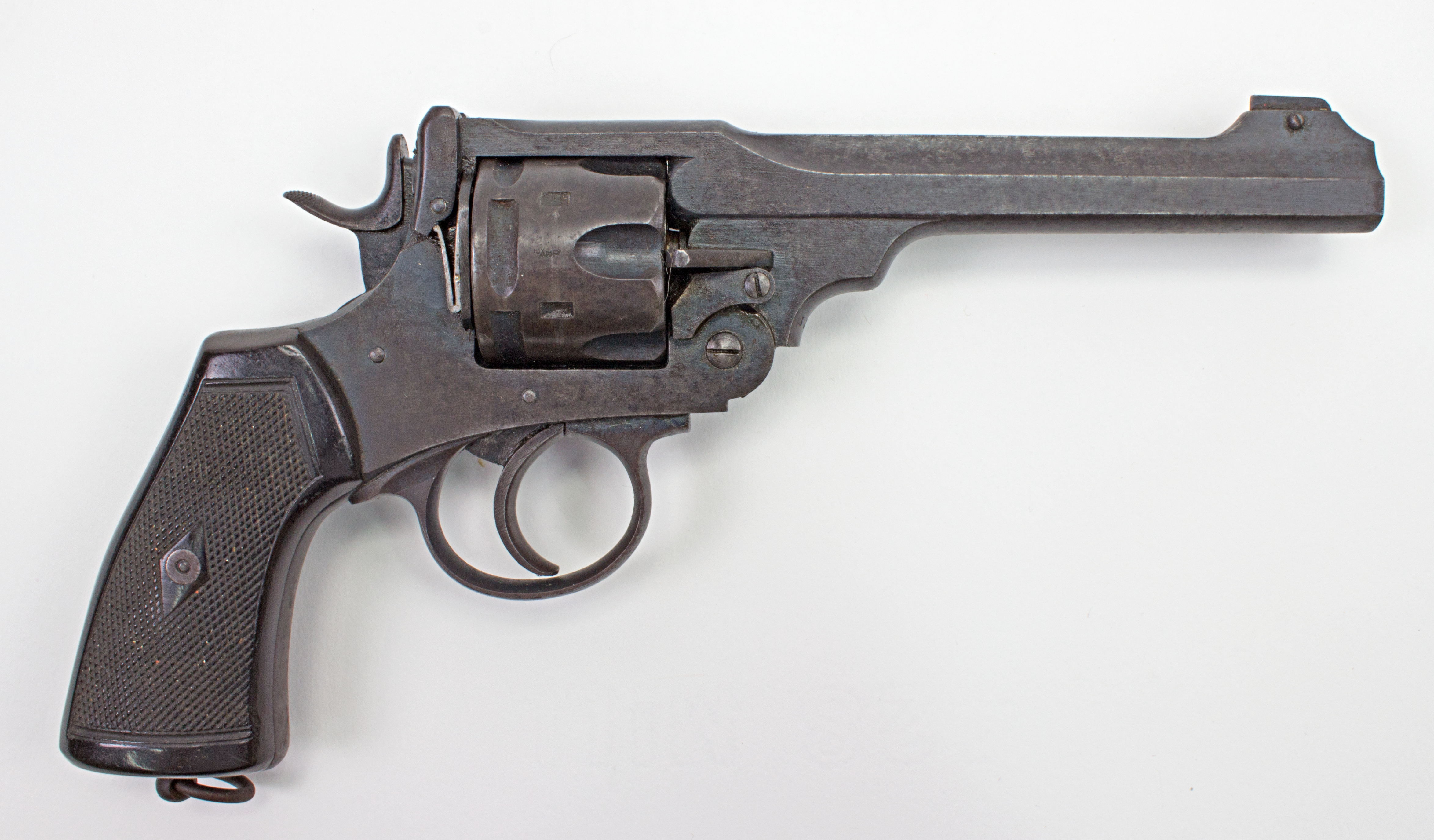
Webley Mark IV

La massima affidabilità però non fu raggiunta neanche con il sistema moderno, che prevede il basculamento laterale del tamburo, poiché, oltre alle sollecitazioni termodinamiche cui si sottoponeva l'intero castello, e quindi a maggior ragione il sistema di apertura e ritenuta, la stessa necessaria frequenza d'uso del meccanismo ne determinava effetti di logorio, non essendo infrequente il caso di rottura dei perni.
Altrettanto grave si rivelò, nell'attesa che si elevasse la precisione nella realizzazione dei singoli pezzi, il problema dei difetti di allineamento, anche incidentali, del tamburo, in qualche occasione dovuti all'irregolare meccanismo di rotazione (che, ad esempio anticipando la rotazione di una frazione di secondo prima dello sparo, poteva disassare cilindro e canna): in questi casi i problemi più gravi potevano nascere dall'urto della pallottola sul bordo della canna stessa, con pericolosissimi picchi pressori che portavano facilmente all'esplosione del tamburo, anche in considerazione del fatto che, fin dal primo apparire delle cartucce a percussione centrale, molti tiratori avevano iniziato a ricaricare personalmente i bossoli sparati, senza porre troppa attenzione al dosaggio della polvere.